# 托马斯·克勒
托马斯·克勒（德語：Thomas Köhler，1940年6月25日—），德国男子雪橇运动员。他曾代表德国联队和东德参加1964年和1968年冬季奥林匹克运动会雪橇比赛，共获得二枚金牌和一枚银牌。